# Grupo Fantasma
Grupo Fantasma o Grupo Fantasma del Perú junto a Cuarteto Continente y/o Cuarteto del Sol, fueron agrupaciones musicales peruanas ahora ya desaparecidas, intérpretes de música cumbia, Porro y Salsa formadas en 1986 por la empresa Producciones Nazareno del Perú y su propietaria la productora argentina Ticky Dicásolo, para grabar y mezclar material musical en los laboratorios peruanos JAFE de éxitos de la época para el mercado mexicano, para su distribución a través de Discos Peerless de México, agrupaciones con senda popularidad hasta la fecha. 

## Creación
Durante la década de los 80' s, en México y varios países latinoamericanos existían diversos hits musicales de México, de la Argentina, de Colombia y de Perú, pero en Perú, existían varios grupos del cumbia manejados por las empresas musicales más importantes como Industria Fonográfica Peruana de Alberto Maravi, Discos Horóscopo de Juan Campos, Discos El Virrey, Iempsa (Odeon Perú) entre otras. 
Discos Peerless estaba interesada en distribuir cumbia peruana en México, pero Infopesa de Perú negó al parecer sus licencias ya que tenía únicamente convenio exclusivo con Discos Inter-Gas para México, así pues en 1986, Discos Peerless apoyada con la creación de un nuevo grupo musical por parte de Producciones Nazareno de Perú lanzan al mercado mexicano a Grupo Fantasma con Raúl Serrano y Victor Zanelli como líderes vocales. Todo el material fue interpretado y grabado en estudios de Perú, posteriormente se envió a México para su distribución por Discos Peerless.
Raúl Serrano, como vocalista famoso en otros grupos musicales como "Virtuosos de la Salsa" (Combo Palacio), "Cuarteto Continental" y Cuarteto Universal se integra junto con otros cantantes a formar la nueva agrupación. 
Así pues, mediante la gestión de Victor Nanni, llegan a manos de Discos Peerless desde Perú a través de la Sra. María Teresa Dicásolo Paulsen las grabaciones con uno de sus primeros hits musicales en México que fue un huayno de Ulises Hermosa de Bolivia, "Huayayay" adaptado en cumbia, incluido en el LP de Discos Peerless,  "El disco del año vol 7" en 1986, en este LP, comparte crédito con otros grupos musicales tanto colombianos como mexicanos en dicha compilación musical, además, con la inclusión de otro grupo musical formado por Producciones Nazareno para su distribución por Discos Peerless, a esa nueva agrupación se le dio el nombre de "Cuarteto Continente" (posteriormente "Cuarteto del Sol") que incursiona con "Llorando se fue" interpretada por otro famoso cantante, el fallecido Ignacio Valdés que también incursionara en orquestas famosas como la de Freddy Roland reclutándose también temporalmente al acordeonista de Cuarteto Continental y Los Continentales, César Silva Varona. Posteriormente se lanza en una edición limitada un LP propio homónimo de los nombres de las agrupaciones con 12 tracks. 
Grupo Fantasma fue grupo muy popular en el centro de México y lo es hasta la fecha, lo mismo sucede con Cuarteto Continente,  algunos de sus temas, son ya clásicos de cumbia escuchada en México y que se comercializan a nivel masivo tanto en el mercado legal discográfico de México como en el informal de la piratería en el país, en América Central y algunos países caribeños, su material fue distribuido parcialmente en el sur de los Estados Unidos y Colombia. 
Grupo Fantasma y Cuarteto Continente fueron grupos tal que después de que grabaron todos sus éxitos, el proyecto fue concluido aproximadamente en 1990 entre Discos Peerless y Nazareno Producciones, en parte debido a que su vocalista Raúl Serrano decidió cambiar de proyecto y rumbo, radicó temporalmente en México y posteriormente a Estados Unidos donde finalmente falleció en 2003, por lo que la desintegración de la agrupación, fue definitiva. Los integrantes del Cuarteto Continente continuaron con sus propios proyectos, algunos en Perú y otros en Argentina.
Debido a que Producciones Nazareno ya tenía comprometida futuras grabaciones con Discos Peerless, integra a nuevos cantantes en su última etapa y maquila sus LP de manera independiente lanzando grabaciones exclusivas de "Los Pakines", sin embargo, no duraría mucho tiempo la agrupación ni la empresa. Los derechos sobre el nombre registrados tanto en Perú como en México, ejecución de temas, registro y derivados quedaron en manos hasta la fecha, de los poseyentes de Producciones Nazareno de Perú quien conserva las cintas master de las grabaciones que le fueron prestadas a Discos Peerless para su distribución solo en aquella época. La empresa no ha otorgado ningún tipo de licenciamiento para formar alguna otra nueva agrupación musical con el mismo nombre por lo que cualquier agrupación con su nombre son no autorizados,  ni tampoco otorgado autorización para reediciones del material grabado en las cintas master a su resguardo.

## Discografía parcial
| Grupo          | Título                              | Empresa                               | Año  | País                                   | Músicos                             | Temas                        | Tipo        | Grupos en el mismo álbum                                             |
| Grupo Fantasma | Disco del Año (Volumen VII)         | Discos Peerless/Producciones Nazareno | 1986 | México/Redistribuido a Estados Unidos. | Varios                              | Huayayay - A mover la colita | LP y casete | Cuarteto Continente, Hugo Molinares, Los Sonors etc.                 |
| Grupo Fantasma | La ola tropical                     | Discos Peerless/Producciones Nazareno |      | México/Redistribuido a Estados Unidos. | Varios                              |                              | LP y casete | Cuarteto Continente                                                  |
| Grupo Fantasma | Grupo fantasma-12 Éxitos Tropicales | Discos Peerless/Producciones Nazareno |      | México                                 | (Raul Serrano como corista y líder) | varios                       | LP          | único                                                                |
| Grupo Fantasma | 30 Pegaditas De Oro Vol. 4          | Discos Peerless/Producciones Nazareno | 1986 | México/Redistribuido a Estados Unidos. | Varios                              | Huayayay                     | LP y casete | Cuarteto Continente, Hugo Molinares, Los Sonors etc.                 |
| Grupo Fantasma | El Disco Del Año Vol. 8             | Discos Peerless/Producciones Nazareno | 1987 | México/Redistribuido a Estados Unidos. | Varios                              | Huayayay                     | LP y casete | Cuarteto Continente, Hugo Molinares, Los Sonors etc.                 |
| Grupo Fantasma | La Cumbia Llegó Para Quedarse       | Discos Peerless/Producciones Nazareno | 1988 | México/Redistribuido a Estados Unidos. | Varios                              | Huayayay                     | LP y casete | Cuarteto Continente, Hugo Molinares, Los Sonors etc.                 |
| Grupo Fantasma | Tequendama De Oro Vol. 8            | Discos Peerless/Producciones Nazareno | 1988 | México/Redistribuido a Estados Unidos. | Varios                              | San Zarabanda                | LP y casete | Cuarteto Continente, Hugo Molinares, Los Sonors etc.                 |
| Grupo Fantasma | Tequendama De Oro Vol. 9            | Discos Peerless/Producciones Nazareno | 1989 | México/Redistribuido a Estados Unidos. | Varios                              | A tiempo - Tu lunarcito      | LP y casete | Cuarteto Continente, Hugo Molinares, Los Sonors etc.                 |
| Grupo Fantasma | Tequendama De Oro Vol. 15           | Discos Peerless/Producciones Nazareno | 1994 | México/Redistribuido a Estados Unidos. | Varios                              | Dile                         | LP y casete | Cuarteto Continente, Los Pakines, Manuel Mantilla y su Grupo Mágico. |

## Temas más exitosos en México y Estados Unidos
Grupo Fantasma
- Huayayay
- A mover la colita
- Luna
- A tiempo
- Quedate un poquito más
- San Zarabanda
- Tu lunarcito

Cuarteto Continente
- Llorando se fue
- Antes de tenerte
- A paso lento
- Canto de sirenas
- Amigo
- La suavecita (re-versión)